# Psyche kroont Amor
Psyche kroont Amor (Frans: Psyche Couronnant l'Amour) is een schilderij van Jean-Baptiste Greuze dat ontstond in de periode 1785-1790. Sinds 1873 maakt het werk deel uit van de collectie van het Museum voor Schone Kunsten in Rijsel. 

## Voorstelling
Rond zijn veertigste was Greuze een van de bekendste schilders van Parijs, succesvol met portretten en genrestukken. Zijn ambitie reikte echter verder dan dat. Om een volwaardig lidmaatschap van de Académie Royale de Peinture et de Sculpture te verkrijgen, zond Greuze een schilderij van Septimius Severus en Caracalla in. De ontvangst van het werk was bijzonder lauw. Diep beledigd wendde Greuze zich voor langere tijd af van klassieke thema's en stelde zelfs niets meer tentoon op de Salon. Pas aan de vooravond van de Franse Revolutie werd zijn interesse voor historische onderwerpen nieuw leven ingeblazen door een opdracht van de graaf van Artois, Cupido leidt de onschuld weg. Dit was een groot en complex schilderij, waarvan een aantal voorbereidende en afgeleide werken van bekend zijn.
In dezelfde periode ontstond Psyche kroont Amor. Greuze koos hier een hoogst originele weergave van de bekende mythe van de beeldschone koningsdochter Psyche en Amor, die al veel kunstenaars geïnspireerd had. Psyche houdt een krans boven het hoofd van de liefdesgod, waarbij vooral de enigszins sentimentele en lome gezichtsuitdrukkingen opvallen die zo typisch zijn voor Greuze. Het bestaan van het schilderij kwam pas aan het licht na het overlijden van zijn dochter Caroline, die alle werken in zijn atelier geërfd had. Onderzoek heeft aangetoond dat Greuze het doek nooit heeft afgemaakt, wellicht doordat er geen koper te vinden was of doordat de omstandigheden door de revolutie zo veranderd waren dat een frivool onderwerp niet meer geschikt leek.
De schrijver Conrad Busken Huet liet zich bijzonder enthousiast uit over dit werk in Het land van Rubens.

Rijssel bezit slechts één Greuze; maar voor deze Psyché couronnant l'Amour zou ik al de andere stukken willen geven, waartoe mijne kennis aan Greuze tot heden bepaald bleef. (...) Nooit, dunkt mij, was Greuze gelukkiger in het overwinnen van zijn gebrek: valsche zedigheid voor echte te geven. Geen sluijer dekt de leden, zoomin van Psyche zelve, als van het beeld der Schaamte, achter haar. Maar de geheele voorstelling baadt zich als in een rozenwaas van eerbaarheid. Psyche's ligchaampje gelijkt één blos. Andere fransche schilders zijn grooter teekenaars geweest, geloof ik. Doch zelden zag men ligchamelijk en zedelijk schoon elkander in die mate doorgloeijen.
— Conrad Busken Huet (1881)

## Herkomst
- 1805: nagelaten aan Caroline Greuze, dochter van de kunstenaar.
- januari 1843: na haar dood gekocht door Meffre.
- november 1845: gekocht door Charles de Morny.
- mei 1852: gekocht door Alexandre Leleux, eigenaar van de regionale krant L'Echo du Nord.
- 1873: nagelaten aan het Museum voor Schone Kunsten.

## Afbeelding

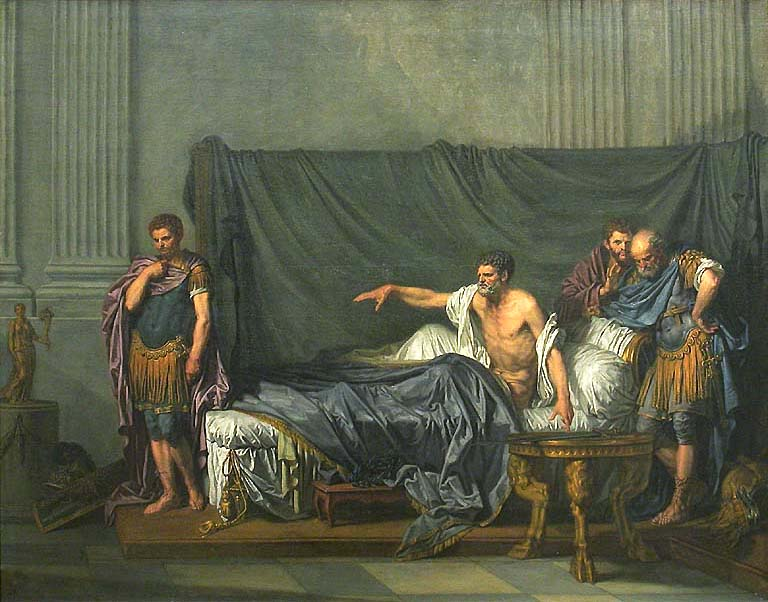
Septimus Severus en Caracalla